# Oude Burg 17–19

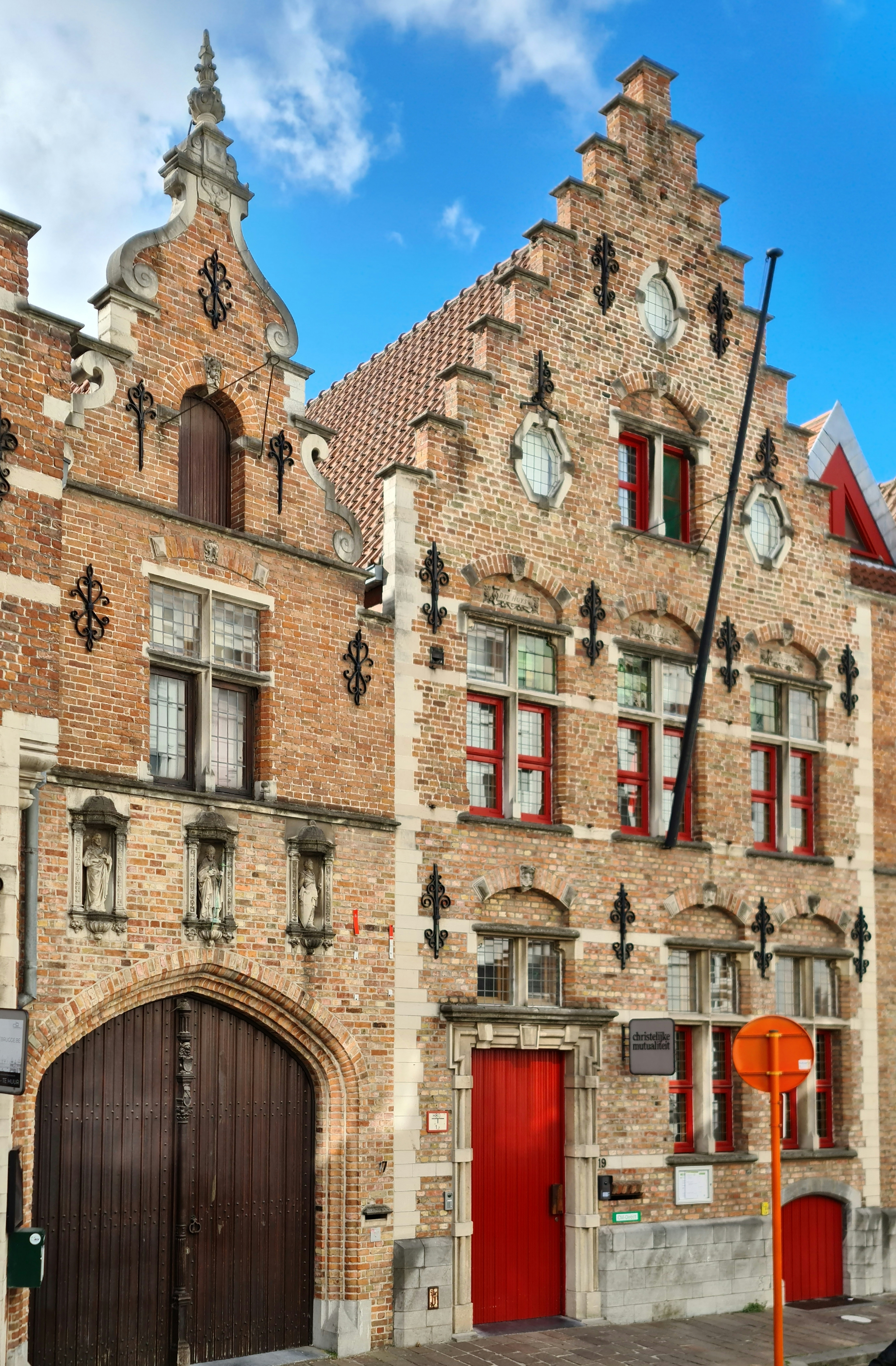
Oude Burg 17–19, Blick von Norden, 2022

Das Gebäude Oude Burg 17–19 ist ein denkmalgeschütztes Haus in Brügge in Belgien.

## Lage
Das Gebäude befindet sich auf der südöstlichen Seite der Straße Oude Burg in der Altstadt von Brügge, an der Adresse Oude Burg 17. Nördlich grenzt das gleichfalls denkmalgeschützte Haus De Gouden Haspe en De Kleine Haspe an.

## Architektur und Geschichte
Der Gebäudekomplex besteht aus vier zusammengefassten giebelständigen Häusern und bildete ursprünglich das Eingangsgebäude zum Kartäuserklosters t Wijngaerdken. Das heutige Erscheinungsbild geht auf eine 1894 nach einem Entwurf des Brügger Architekten C. de Wulf zurück. 1980 wurde der Komplex nach einem Entwurf von Groep Planning restauriert, dabei wurde eine im Stil der Neogotik errichtete Halle entfernt.
Die zweigeschossigen Häuser sind aus Backsteinen errichtet, wobei zierende und gliedernde Elemente aus Sandstein gefertigt sind. Prägend sind aufwändig gestaltete Wandanker. Das linke Haus verfügt über eine schmiedeeiserne Wetterfahne. Die Giebel der Häuser sind als Treppengiebel mit acht bzw. neun Stufen ausgeführt. Bedeckt sind die Gebäude mit von flämischen Ziegeln gedeckten Satteldächern.
Im Bereich der ehemaligen Merceniersstraat befindet sich ein aufwendiger gestaltetes Backstein-Torhaus. Es ist mit Statuen und Ornamenten sowie einem geschwungenen Giebel versehen. Ein weiteres Torhaus markiert die Stelle der ehemaligen Wijngaardstraatje.
Das Gebäude wird seit dem 14. September 2009 als architektonisches Erbe geführt. Derzeit wird der Komplex von der belgischen Krankenkasse Christelijke Mutualiteit genutzt.